# Monarde
Monarda didyma
Espèce
Classification phylogénétique
La monarde, Monarda didyma, est une espèce de plantes à fleurs de la famille des Lamiacées. C'est une plante herbacée vivace originaire des États-Unis cultivée comme plante ornementale et condimentaire pour ses feuilles et ses fleurs.

## Nomenclature
Nom scientifique : Monarda didyma L., famille des Lamiacées (labiées).
Nom commun : monarde, thé d'Oswego, bergamote, mélisse d'or. Allemand : Goldmelisse ; anglais : bee balm, Oswego tea ; italien : monarda.
Le nom de « monarde » a été donné à cette plante en l'honneur du botaniste espagnol du XVIe siècle, Nicolas Monardes[réf. nécessaire].

## Description
C'est une plante herbacée vivace par la souche, de 80 à 90 cm de haut, à tige à section carrée typique des labiées. Les feuilles sont opposées de forme ovale lancéolée. Les fleurs de couleur rouge écarlate sont groupées en verticilles à l'extrémité des tiges.

## Distribution

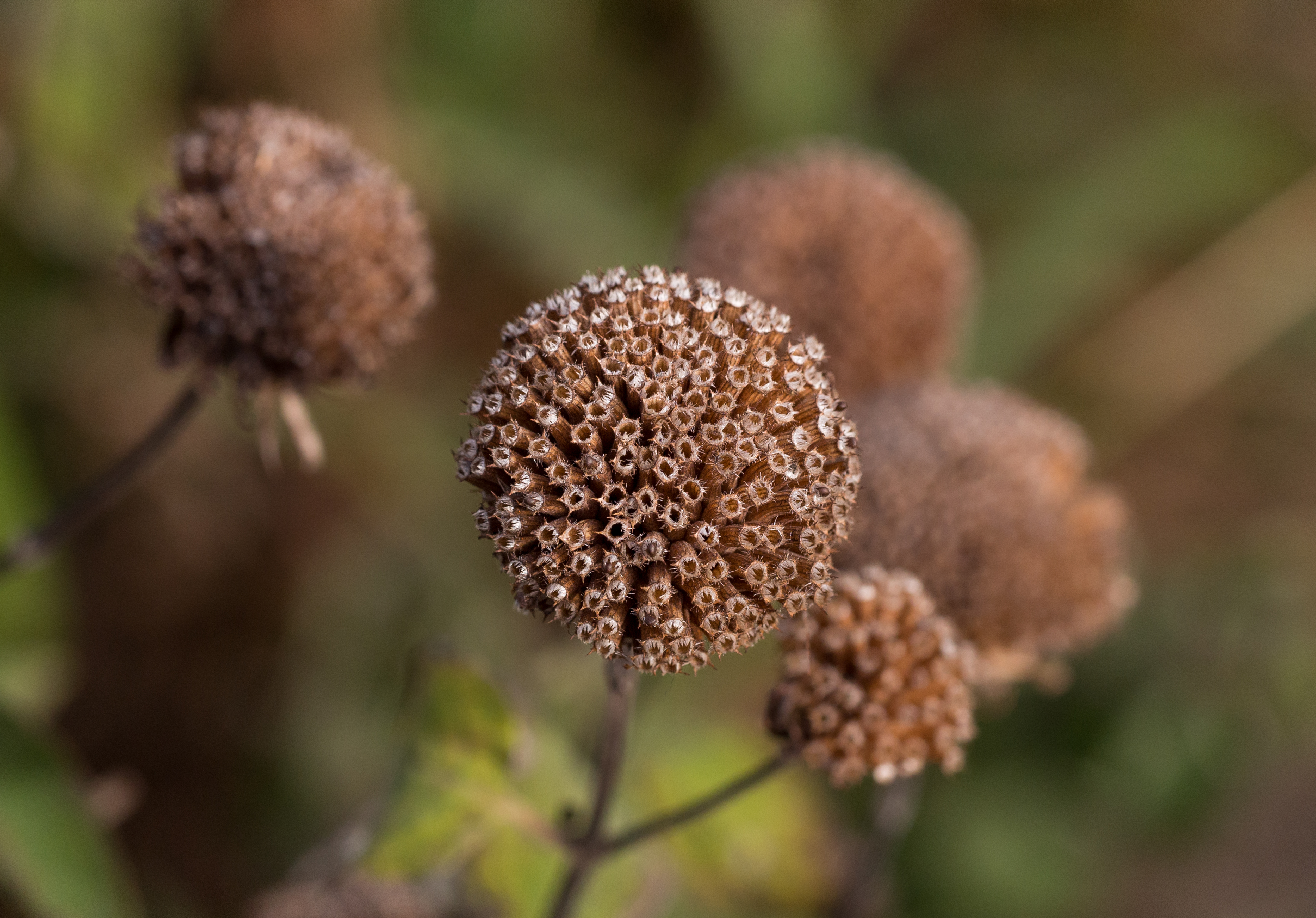
Monarde au jardin botanique de Brooklyn.

C'est une plante originaire de l'est des États-Unis qui s'est naturalisée dans toute l'Amérique du Nord ; elle est cultivée notamment en Europe.

## Culture
Cette plante nécessite un sol frais et bien drainé ; on effectue la multiplication par semis, bouturage ou division de touffes. Récolte au bout d'un an environ.
Il suffit de prélever les feuilles pendant toute la période de végétation. Celles-ci peuvent se conserver sèches à l'ombre, en boîtes ou bocaux hermétiques.

## Utilisation

### Usage culinaire
Les feuilles fraîches ciselées peuvent servir comme condiment pour aromatiser crudités et salades. Les pétales des fleurs peuvent être aussi utilisés.
Les feuilles sèches de la monarde peuvent également être utilisées pour préparer des tisanes, des apéritifs avec du vin blanc ou des digestifs par macération des feuilles dans l'alcool. La monarde s'appelle aussi thé de Pennsylvanie, thé d'Oswego (tribu amérindienne). De manière erronée, elle est aussi appelée thé rouge dans le Massif Central.
Son goût est caractérisé comme étant rafraîchissant aux tendances épicées.

### Usage médicinal
Chez les Autochtones, les feuilles macérées dans l'huile servaient aux soins des cheveux. Elles contiennent un antiseptique, le thymol, et sont appliquées sur les boutons, ou inhalées pour combattre le rhume, ou infusées contre la nausée, les flatulences et l'insomnie.
L'huile essentielle de monarde contient également du carvacrol (antibactérien).
Les feuilles de M. punctata apaisent les troubles digestifs.

### Plante ornementale
Il existe de nombreuses variétés cultivées pour les jardins d'ornement. Les cultivars Adam, Cambridge scarlet et Croftawy pink sont appréciés. La couleur des fleurs est variée, entre le blanc et le rouge.

#### Art
Les monardes poussaient dans le jardin de Maria Hofker qui les a peintes à l'aquarelle.
La monarde est également une plante nectarifère.